# Ellen Gandy
Ellen Gandy (Bromley, 15 agosto 1991) è un'ex nuotatrice britannica, specializzata nella farfalla.

## Palmarès
- Mondiali

Shanghai 2011: argento nei 200m farfalla.
- Europei

Eindhoven 2008: argento nella 4x200m sl.
Budapest 2010: bronzo nei 200m farfalla.
- Giochi del Commonwealth

Delhi 2010: argento nei 100m farfalla e nella 4x100m misti e bronzo nei 200m farfalla.